# Culicoides firuzae
Culicoides firuzae är en tvåvingeart som beskrevs av Dzhafarov 1958. Culicoides firuzae ingår i släktet Culicoides och familjen svidknott. Inga underarter finns listade i Catalogue of Life.